# Platyoides venturus
Espèce
Platyoides venturus est une espèce d'araignées aranéomorphes de la famille des Trochanteriidae.

## Distribution
Cette espèce est endémique des îles Canaries en Espagne. Elle se rencontre à Fuerteventura et à Lanzarote.

## Description
La femelle holotype mesure 11,02 mm.

## Publication originale
- Platnick, 1985 : Studies on Malagasy spiders, 2. The family Trochanteriidae (Araneae, Gnaphosoidea), with a revision of the genus Platyoides. American Museum Novitates, no 2808, p. 1-17 (texte intégral).